# Mateusz Lipa
Mateusz Lipa (né le 7 novembre 1994) est un coureur cycliste polonais, spécialisé dans les épreuves de sprint sur piste. Il est notamment champion d'Europe de vitesse par équipes en 2016.

## Biographie
En 2012, Mateusz Lipa remporte deux médailles aux championnats d'Europe juniors (moins de 19 ans) : l'or en keirin et le bronze en vitesse par équipes. L'année suivante, il devient  champion de Pologne du kilomètre. En 2014, aux championnats d'Europe des moins de 23 ans, il remporte deux médailles : l'argent avec Mateusz Rudyk et Patryk Rajkowski en vitesse par équipes et le bronze sur le keirin. En 2016, chez les élites, il devient champion d'Europe de vitesse par équipes aux côtés de Kamil Kuczynski, Maciej Bielecki et Mateusz Rudyk. En 2017, il est champion de Pologne de keirin.

## Palmarès

### Championnats du monde
- Saint-Quentin-en-Yvelines 2015
  - 31e de la vitesse individuelle
- Londres 2016
  - 13e du kilomètre
- Apeldoorn 2018
  - 17e du kilomètre[1]

### Championnats d'Europe
| Édition / Épreuve      | Keirin | Vitesse individuelle | Vitesse par équipes                                       |
| Anadia 2012 (juniors)  | Or     |                      | Bronze                                                    |
| Anadia 2014 (espoirs)  | Bronze | 4e                   | Argent                                                    |
| Baie-Mahault 2014      | 5e     | 9e                   |                                                           |
| Athènes 2015 (espoirs) |        | 8e                   | Argent                                                    |
| Saint-Quentin 2016     | 4e     |                      | Or (avec Maciej Bielecki, Kamil Kuczynski, Mateusz Rudyk) |
| Glasgow 2018           | 10e    |                      | 4e                                                        |

### Championnats nationaux
- Champion de Pologne de vitesse par équipes espoirs : 2015

- Champion de Pologne du kilomètre : 2013
- Champion de Pologne de keirin : 2017
- Champion de Pologne de vitesse par équipes : 2018